# Juliette Récamier
Jeanne-Françoise Julie Adélaïde Récamier (Lió, 4 de desembre de 1777-París, 11 de maig de 1849), coneguda com a Juliette Récamier, o Madame Récamier, va ser una figura de la societat francesa amb un important saló polític i literari a principi del segle xix, on acudiren les principals figures polítiques i literàries del París postrevolucionari de principis del segle xix.

## Biografia
Nascuda a Lió, amb el nom de Juliette Bernard, era filla única de Jean Bernard, conseller del rei i notari. Va ser educada al convent de la Deserte a Lió, abans de marxar amb la seva família a París.
Es va casar als 15 anys amb Jacques-Rose Récamier (1751–1830), un ric banquer 26 anys més vell que ella, amant de la seva mare i parent del gourmand Brillat-Savarin. Segons que sembla, el seu marit era en realitat el seu pare natural, i les seves relacions van ser amistoses tota la vida; així, aquest matrimoni responia a una estratègia de protecció en temps convulsos com els d'El Terror.

## El seu saló
A Juliette li interessava la literatura i la política i poc després de conèixer Madame de Staël, de qui es va fer molt amiga, ella mateixa va obrir un saló a casa seva, a la rue du Mont-Blanc de París. En els primers dies del consolat francès fins a la Monarquia de Juliol el seu saló va ser molt influent i concorregut. Entre els habituals de casa seva s'incloïen molts que havien estat reialistes, juntament amb d'altres més o menys desafectes al govern, com Carles XIV Joan de Suècia (el general Bernadotte), el general André Masséna i el general Moreau. Va refusar ser dama de Joséphine de Beauharnais.
També freqüentaren el seu saló filòsofs i erudits, financers, diplomàtics i artistes, com Jacques-Louis David, que l'any 1800 començà el seu retrat, tot i que no l'arribaria a acabar, i François Gérard, que en va fer un altre, acabat el 1802.. I Henri-Benjamin Constant, August de Prússia, Pierre-Simon Ballanche, Adrien i Mathieu de Montmorency Laval, Lucien Bonaparte, Élisa i Carolina Bonaparte, Delphine Gay, Charles Nodier, Balzac, Stendhal, la mateixa Madame de Staël...
En les converses del seu saló hi havia sovint posicions oposades, mentre ella es mantenia sempre neutral, afavorint que tothom hi tingués cabuda. Modernament s'ha suggerit que Récamier preteniar precisament suturar les ferides d'una societat que havia viscut el trauma de la Revolució.
Un cop vídua, al 1819 es va instal·lar en un apartament del vell convent de l'Abbaye-aux-Bois, a París, on va tenir el segon saló, l'ànima del qual fou François-René de Chateaubriand, amb qui ella establí una relació personal. Més tard Madame Récamier es va exiliar de París per ordre de Napoleó I. Va passar per Lió, Roma –on creà un nou saló a la Piazza di Spagna, al 1823–, Florència, on en tingué un altre, i finalment Nàpols, on es va aliar amb Joachim Murat.
Juliette Récamier morí l'any 1849 de còlera i està enterrada al Cimetière de Montmartre.

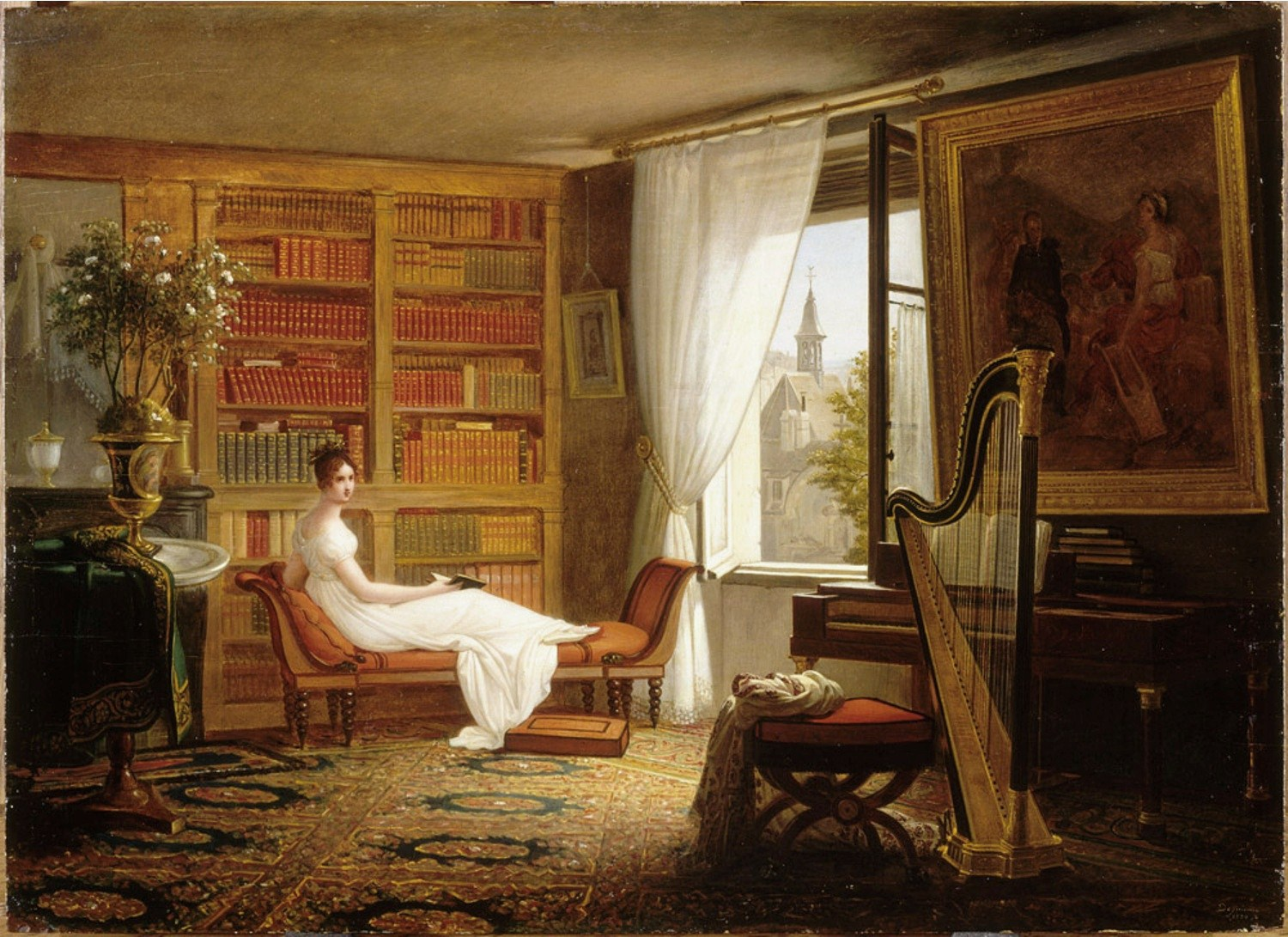
Le salon de Madame Récamier à l'Abbaye-aux-Bois, de François-Louis Dejuinne

## Reconeixement i memòria
Les seves dots d'amfitriona han estat destacades pels seus coetanis i per historiadors i crítics posteriors, que hi han valorat la capacitat d'acollida de personalitats distintes, en cadascuna de les quals feia lluir tots els mèrits; sempre parlava bé de tothom i mai va acceptar maledicències.
Es pot trobar un retrat literari de Madame Récamier a la novel·la Corinne ou l'Italie (1807), de Madame de Staël.
La primavera de 2009, el Museu de Belles Arts de Lió va mostrar en l'exposició Juliette Récamier, musa i mecenes prop de dues-centes obres confrontades amb produccions contemporànies que expliquen el seu vessant com a mecenes, col·leccionista i influent iniciadora d'un nou gust. Així, un tipus de sofà on es reclinava s'anomena récamier.
A la ciutat de Lió hi ha el Lycée Juliette Récamier, i podem trobar carrers o places dedicats a Madame Récamier en diferents viles i ciutats: París, Lió, Le Havre, La Ville-aux-Dames...

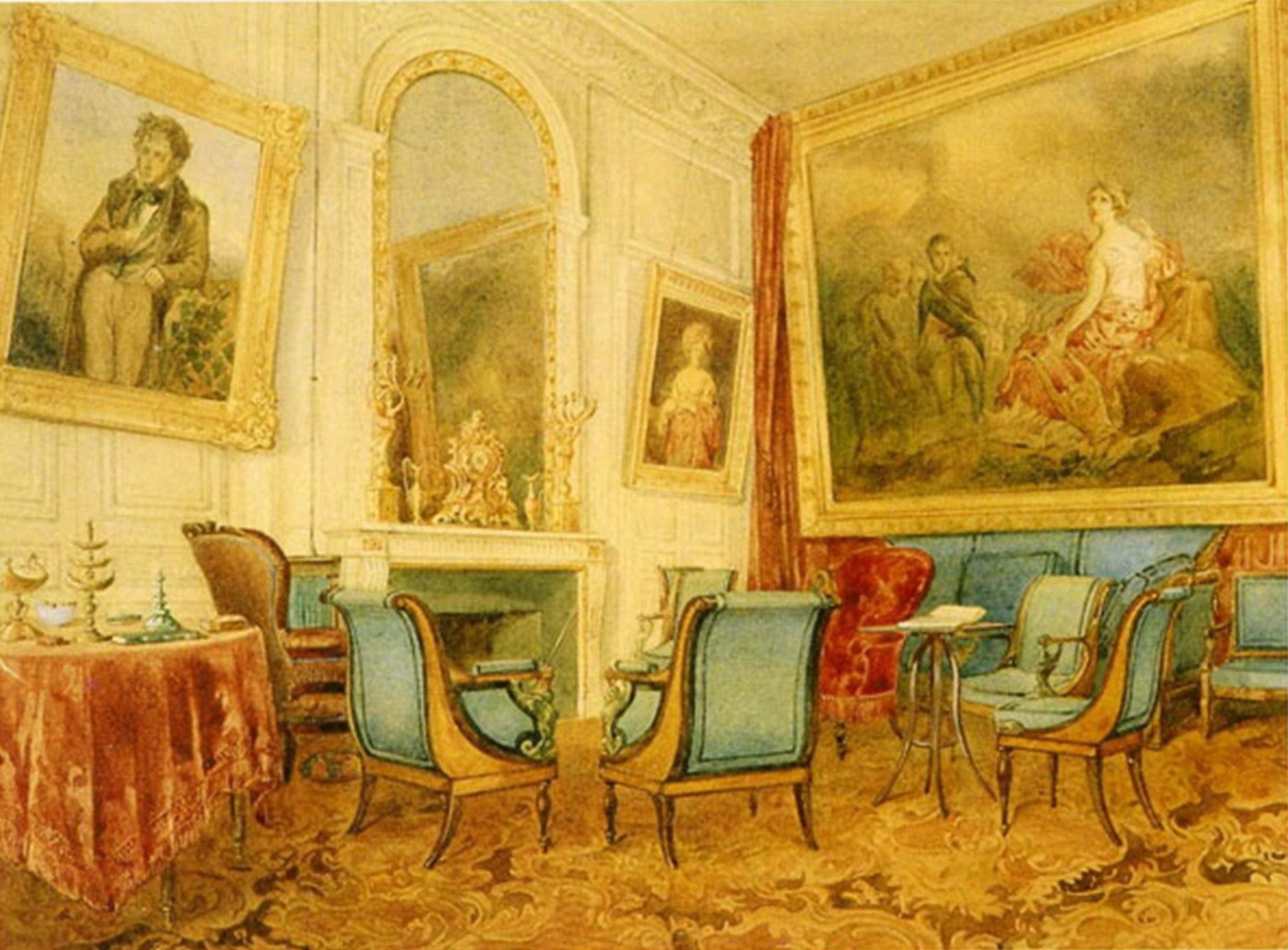
Auguste Gabriel Toudouze, Le salon de Madame Récamier à l'Abbaye-aux-Bois

## Referències

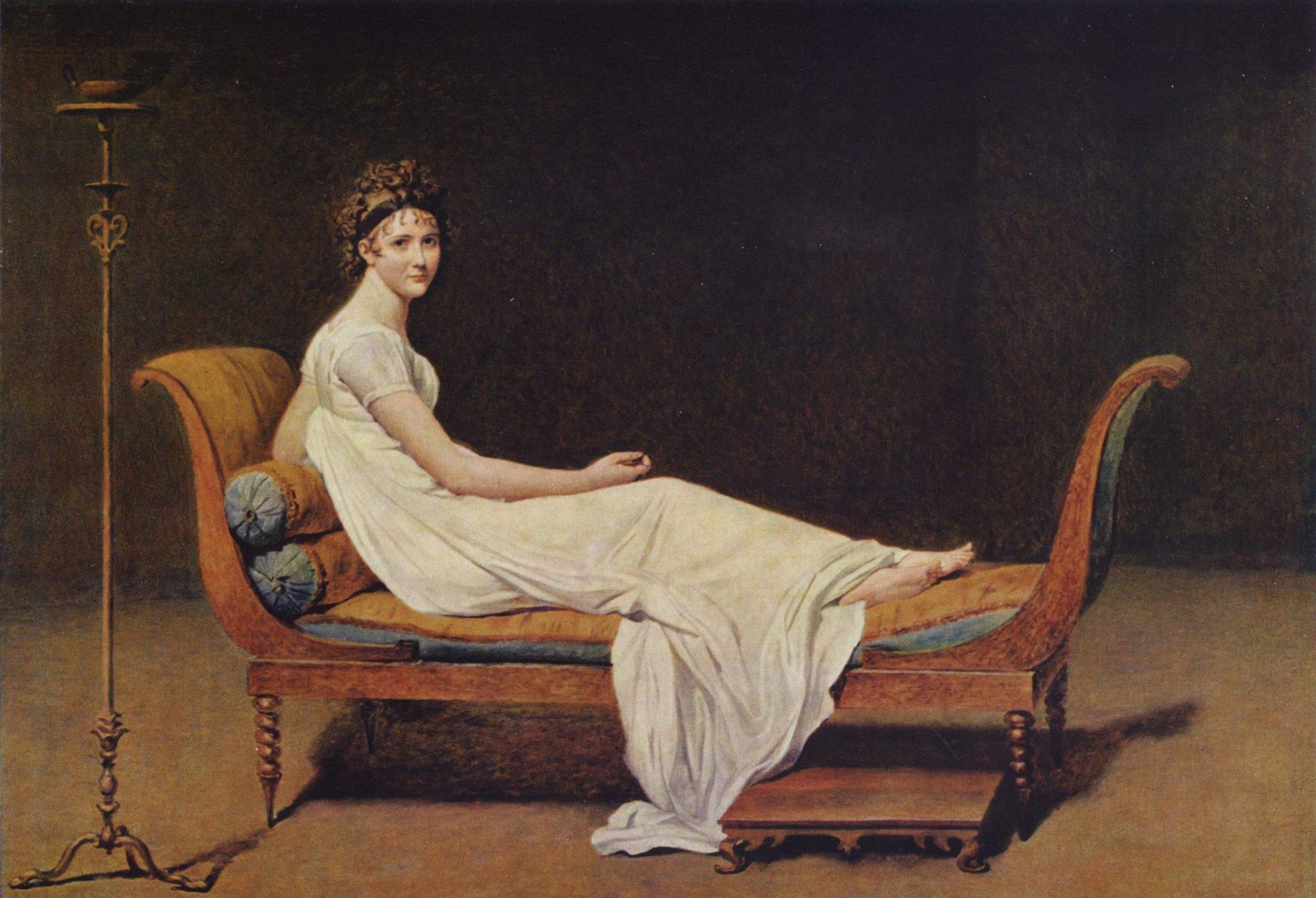
Retrat de Madame Récamier, de Jacques-Louis David (1800, Louvre)